# Rezerpina
Rezerpina (Reserpinum, ATC: C01 AA52, C02 LA01) – alkaloid pochodzenia naturalnego, wyizolowany z korzeni rauwolfii żmijowej (Rauwolfia serpentina) rosnącej u stóp Himalajów, od wieków stosowanej w medycynie. Pod względem chemicznym jest pochodną indolu, zaliczaną do alkaloidów indolowych, typu johimbanu. Jest estrem kwasu trimetoksybenzoesowego.
Rezerpina łatwo wchłania się z przewodu pokarmowego i łatwo przenika do ośrodkowego układu nerwowego. Działa wolno i może się kumulować w organizmie, gromadząc się głównie w tkankach bogatych w lipidy.
Mechanizm działania rezerpiny polega na wypłukiwaniu katecholamin (neuroprzekaźników- szczególnie z tzw. magazynów głębokich) i zapobieganiu ich gromadzenia się w zakończeniach nerwów układu współczulnego. Powoduje to uniemożliwienie działania tych przekaźników w mózgowiu i nerwach obwodowych. Znoszenie przekaźnictwa w układzie współczulnym powoduje rozszerzenie naczyń krwionośnych, a zatem obniżenie ciśnienia krwi. Rezerpina działa również uspokajająco.
Stosuje się ją w celu leczenia łagodnego nadciśnienia połączonego z częstoskurczem zatokowym, i to głównie jako składowa preparatów złożonych.
Dawniej rezerpina była stosowana jako lek przeciwpsychotyczny, m.in. w leczeniu schizofrenii (dawki większe – do 4 mg, a nawet 15 mg/dobę). Jednak obecnie w psychiatrii jest niemal niestosowana.
Do działań niepożądanych można zaliczyć: senność, działanie depresjonotwórcze, znużenie, obniżenie szybkości reakcji (mogące wpływać na zdolność do prowadzenia pojazdów i obsługiwania maszyn), nasilenie choroby wrzodowej, wymioty, biegunki, zaburzenia potencji.
Ze względu na działania niepożądane oraz wprowadzenie skuteczniejszych leków, rezerpina jest stosowana coraz rzadziej, a w niektórych krajach wycofana z lekospisów.
W Polsce pozostał obecnie już tylko jeden preparat zawierający rezerpinę.
Dostępne preparaty:
- Normatens® draż. (lek złożony: rezerpina 0,1 mg, dihydroergokrystyna 0,5 mg, klopamid 5 mg)

Dawniej rezerpina, głównie w postaci preparatów złożonych, była w Polsce szeroko stosowana. Stosowane były następujące preparaty w postaci tabletek: Brinerdin (inna nazwa handlowa Normatens), Bipressin (w połączeniu z binazyną), Raudiazin (w połączeniu z siarczanem dihydralazyny), Retiazid i Retiazid forte (w połączeniu z hydrochlorotiazydem) oraz Raupasil – rezerpina w czystej postaci (tabletki 0,1 mg, 0,25 mg oraz 1 mg).
Obecnie preparaty te są już niedostępne. Przez wiele lat były podstawowymi preparatami w leczeniu nadciśnienia tętniczego.